# Bộ Hoàng dương
Bộ Hoàng dương (danh pháp khoa học: Buxales) là tên gọi thực vật cho một nhóm thực vật ở cấp bộ thuộc nhánh thực vật hai lá mầm thật sự (eudicots).
Trong hệ thống APG II năm 2003, họ Hoàng dương (Buxaceae) là họ thực vật không đặt vào bộ nào trong nhóm thực vật hai lá mầm thật sự (eudicots). Họ này có thể bao gồm cả chi Didymeles, được hệ thống Cronquist năm 1981 coi là nằm trong một họ và bộ riêng, đặt trong phân lớp Kim lũ mai (Hamamelidae). APG II cho phép một tùy chọn về việc tiếp tục coi chi Didymeles như là nằm trong một họ riêng của chính nó.
Ngoài ra, APG II có đề cập tới khả năng trong các phiên bản tương lai của hệ thống thì họ Buxaceae có thể cũng được nâng cấp lên thành bộ. Trong trường hợp này bộ Buxales (Takht. ex Reveal (1996)) có thể sẽ trở thành bộ của 1 tới 3 họ. Các từ đồng nghĩa của nó: Didymelales (Takht.), Buxanae (Reveal & Doweld). Tên gọi Buxales hiện tại cũng được sử dụng trong website của APG.
Trong hệ thống APG III năm 2009 thì bộ này được công nhận với 2 họ là Buxaceae (bao gồm cả Didymelaceae, mặc dù website của APG cập nhật ngày 24-12-2010 vẫn tách riêng họ Didymelaceae) và Haptanthaceae (không chắc chắn).
Tháng 9 năm 2014,  Angiosperm Phylogeny không còn công nhận họ Haptanthaceae. Trong hệ thống APG IV 2016, họ Haptanthaceae được gộp vào họ Buxaceae, khiến Buxaceae trở thành họ duy nhất trong bộ Buxales.

## Tiến hóa
Nhóm thân cây trong bộ Buxales có niên đại khoảng 121-117 triệu năm trước (Anderson et al. 2005); trong khi Magallón và Castillo (2009) thì đề xuất niên đại cho nhóm này là 121,2 tới 121,9 Ma và khoảng 111,2 tới 112,9 Ma cho nhóm chỏm cây.
Về phát sinh chủng loài thì họ Didymelaceae là nhóm chị em với họ Buxaceae (các đại diện của cả hai tông trong họ Buxaceae đều được đưa vào lấy mẫu) trong phân tích 3 gen của Worberg et al. (2007), mặc dù Hilu et al. (2003, chỉ một gen matK [trình tự không đầy đủ]) thấy Didymeles nên được gắn vào họ Buxaceae cận ngành. Việc gộp Didymelaceae vào trong họ Buxaceae là tùy chọn trong APG II (2003). Họ Haptanthaceae ít được nghiên cứu được đặt không dứt khoát vào trong bộ Buxales.

## Phân loại
Theo website của APG thì bộ này có thể chứa các họ sau:
- Bộ Buxales
  - Họ Buxaceae
  - Họ Didymelaceae (họ tùy chọn theo APG II, tách ra từ Buxaceae)
  - Họ Haptanthaceae?